# Phyllonorycter suberifoliella
Phyllonorycter suberifoliella là một loài bướm đêm thuộc họ Gracillariidae. Nó được tìm thấy ở miền nam Pháp và bán đảo Iberia to Hy Lạp.
There are at least two generations per year.
Ấu trùng ăn Quercus ilex và Quercus suber. Chúng ăn lá nơi chúng làm tổ. They create a lower-surface tentiform mine.